# Thiết Quyền (phim truyền hình)
Thiết Quyến (tên tiếng Anh: Iron Fist) là một bộ phim truyền hình Mỹ, tạo ra bởi Scott Buck, dựa trên một nhân vật trùng tên trong Marvel Comic. Phim được đặt trong bối cảnh Vũ trụ Điện ảnh Marvel (MCU) tiếp nối phim Defenders. Loạt phim được sản xuất bởi Marvel TV. 

## Nội dung
.